# Vars (Charente)
Vars é uma comuna francesa na região administrativa da Nova Aquitânia, no departamento de Charente. Estende-se por uma área de 27,46 km². Em 2010 a comuna tinha 2 146 habitantes (densidade: 78,2 hab./km²).